# Quilônis (filha de Leônidas II)
Quilônis foi uma princesa espartana, filha, irmã, esposa e avó de reis de Esparta, e que sofreu exílio duas vezes, uma vez acompanhando o pai, outra acompanhando o marido.
Seu pai foi Leônidas II, rei ágida de Esparta. Os textos antigos não mencionam o nome da sua mãe, mas outro filho de Leônidas II, o futuro rei Cleômenes III, era filho de Cratesicleia. Cleômenes III também tinha outro irmão, Euclidas. Leônidas II era filho de Cleônimo, que tinha uma esposa, chamada Quilônis, mas que se tornou amante do sobrinho-neto de Cleônimo, o futuro rei Acrótato. De acordo com o genealogista inglês William Berry, Quilônis era a mãe de Leônidas II e Cratesicleia era a mãe de Quilônis e de Euclidas.
Durante o reinado de Ágis IV e Leônidas II em Esparta, devido a um conflito entre os reis, o éforo Lisandro decidiu derrubar Leônidas, baseado em uma lei antiga que proibia qualquer descendente de Héracles de ter filhos com mulheres estrangeiras.
Lisandro, através de prodígios e de testemunhas, afirmou que Leônidas tinha dois filhos com uma mulher que havia sido dada a ele pelos generais de Seleuco, e que só havia retornado para Esparta porque ela não gostava dele Neste momento surge Cleômbroto II, genro de Leônidas, que foi convencido por Lisandro para assumir o reinado, pois ele também era da linhagem real.
Leônidas vai o tempo de Atena Chalkioikos como suplicante, e a ele junta-se Quilônis; como Leônidas não foi a julgamento, ele foi deposto e Cleômbroto tornou-se rei. Leônidas foi exilado, e Quilônis, esposa de Cleômbroto, o acompanhou no exílio.
Após seu retorno, Leônidas estava disposto a matar seu genro Cleômbroto, porém ficou comovido com o discurso de Quilônis, condenando-o ao exílio. Quilônis, apesar dos apelos do pai, acompanhou o marido no exílio, levando seus dois filhos menores.
Seus filhos se chamavam Agesípolis e Cleômenes; Agesípolis foi o pai do rei Agesípolis III e Cleômenes seu guardião.